# SK Žebětín
Sportovní klub Žebětín je český fotbalový klub z brněnského Žebětína, který byl založen v neděli 18. srpna 1940. Od sezony 2014/15 hraje I. A třídu Jihomoravského kraje – sk. A (6. nejvyšší soutěž).
Účast v I. A třídě je největším úspěchem oddílu. Krajských soutěží se poprvé účastnil v sezoně 2010/11, do té doby hrál klub nejvýše v okresním přeboru. Než byl Žebětín připojen k Brnu, hrál klub v soutěžích Okresního fotbalového svazu Brno-venkov (první účast v okresním přeboru v sezoně 1965/66). Poté oddíl nastupoval v soutěžích Městského fotbalového svazu Brno. Nejznámějším odchovancem klubu je Zdeněk Tulis, nejvyšší soutěž si v ročníku 1962/63 v dresu brněnské Zbrojovky zahrál také Oldřich Stodůlka (bývalý žebětínský hráč, člen výboru klubu, organizační pracovník klubu a komunální politik). V minulosti zde trénoval mj. Viliam Padúch, pro něhož to bylo poslední trenérské angažmá.
Klub své domácí zápasy odehrává na stadionu SK Žebětín, rozměry travnaté hrací plochy jsou 100×60.5 metrů. Maximální kapacita areálu je 1 500 diváků.

## Historické názvy
Zdroj: 
- 1940 – SK Žebětín (Sportovní klub Žebětín)
- 1948 – JTO Sokol Žebětín (Jednotná tělovýchovná organisace Sokol Žebětín)
- 1953 – DSO Jiskra Žebětín (Dobrovolná sportovní organisace Jiskra Žebětín)
- 1957 – TJ Jiskra Žebětín (Tělovýchovná jednota Jiskra Žebětín)
- 1991 – SK Žebětín (Sportovní klub Žebětín)
- 2017 – SK Žebětín, z. s. (Sportovní klub Žebětín, zapsaný spolek)

## Umístění v jednotlivých sezonách
Stručný přehled
- 1991–2010: Brněnský městský přebor
- 2011–2014: I. B třída Jihomoravského kraje – sk. B
- 2014–: I. A třída Jihomoravského kraje – sk. A

Jednotlivé ročníky
Legenda: Z – zápasy, V – výhry, R – remízy, P – porážky, VG – vstřelené góly, OG – obdržené góly, +/− – rozdíl skóre, B –
body, červené podbarvení – sestup, zelené podbarvení – postup, fialové podbarvení – reorganizace, změna skupiny či soutěže
| Československo (1991 – 1993) |                                         |        |    |     |     |     |     |     |     |    |        |
| Sezóny                       | Liga                                    | Úroveň | Z  | V   | R   | P   | VG  | OG  | +/− | B  | Pozice |
| 1991/92                      | Brněnský městský přebor                 | 8      | 26 | ... | ... | ... | ... | ... | ... |    | 7.     |
| 1992/93                      | Brněnský městský přebor                 | 8      | 26 | 6   | 8   | 12  | 37  | 48  | −11 | 20 | 11.    |
| Česko (1993 – )              |                                         |        |    |     |     |     |     |     |     |    |        |
| Sezóny                       | Liga                                    | Úroveň | Z  | V   | R   | P   | VG  | OG  | +/- | B  | Pozice |
| 1993/94                      | Brněnský městský přebor                 | 8      | 26 | 8   | 5   | 13  | 61  | 54  | +7  | 21 | 11.    |
| 1994/95                      | Brněnský městský přebor                 | 8      | 26 | ... | ... | ... | ... | ... | ... |    |        |
| 1995/96                      | Brněnský městský přebor                 | 8      | 26 | 17  | 6   | 3   | 75  | 39  | +36 | 57 | 2.     |
| 1996/97                      | Brněnský městský přebor                 | 8      | 30 | ... | ... | ... | ... | ... | ... |    | 14.    |
| 1997/98                      | Brněnský městský přebor                 | 8      | 30 | ... | ... | ... | ... | ... | ... |    |        |
| 1998/99                      | Brněnský městský přebor                 | 8      | 30 | 14  | 6   | 10  | 64  | 55  | +9  | 48 | 6.     |
| 1999/00                      | Brněnský městský přebor                 | 8      | 26 | ... | ... | ... | ... | ... | ... |    |        |
| 2000/01                      | Brněnský městský přebor                 | 8      | 26 | ... | ... | ... | ... | ... | ... |    | 12.    |
| 2001/02                      | Brněnský městský přebor                 | 8      | 24 | 6   | 2   | 16  | 36  | 70  | −34 | 20 | 13.    |
| 2002/03                      | Brněnský městský přebor                 | 8      | 26 | 3   | 4   | 19  | 41  | 74  | −33 | 13 | 14.    |
| 2003/04                      | Brněnský městský přebor                 | 8      | 26 | 6   | 8   | 12  | 31  | 50  | −19 | 26 | 12.    |
| 2004/05                      | Brněnský městský přebor                 | 8      | 26 | 10  | 3   | 13  | 43  | 54  | −11 | 33 | 10.    |
| 2005/06                      | Brněnský městský přebor                 | 8      | 26 | 10  | 5   | 11  | 43  | 39  | +4  | 35 | 9.     |
| 2006/07                      | Brněnský městský přebor                 | 8      | 26 | 16  | 4   | 6   | 67  | 40  | +27 | 52 | 2.     |
| 2007/08                      | Brněnský městský přebor                 | 8      | 26 | 17  | 2   | 7   | 83  | 51  | +32 | 53 | 3.     |
| 2008/09                      | Brněnský městský přebor                 | 8      | 26 | 14  | 4   | 8   | 63  | 38  | +25 | 46 | 5.     |
| 2009/10                      | Brněnský městský přebor                 | 8      | 26 | 19  | 5   | 2   | 81  | 21  | +60 | 62 | 1.     |
| 2010/11                      | I. B třída Jihomoravského kraje – sk. B | 7      | 26 | 8   | 10  | 8   | 45  | 42  | +3  | 34 | 9.     |
| 2011/12                      | I. B třída Jihomoravského kraje – sk. B | 7      | 26 | 12  | 4   | 10  | 51  | 50  | +1  | 40 | 7.     |
| 2012/13                      | I. B třída Jihomoravského kraje – sk. B | 7      | 26 | 14  | 5   | 7   | 54  | 34  | +20 | 47 | 3.     |
| 2013/14                      | I. B třída Jihomoravského kraje – sk. B | 7      | 26 | 17  | 3   | 6   | 78  | 34  | +44 | 54 | 1.     |
| 2014/15                      | I. A třída Jihomoravského kraje – sk. A | 6      | 26 | 8   | 7   | 11  | 42  | 58  | −16 | 31 | 8.     |
| 2015/16                      | I. A třída Jihomoravského kraje – sk. A | 6      | 26 | 8   | 7   | 11  | 48  | 59  | −31 | 31 | 12.    |
| 2016/17                      | I. A třída Jihomoravského kraje – sk. A | 6      | 26 | 8   | 3   | 15  | 29  | 42  | −13 | 27 | 12.    |
| 2017/18                      | I. A třída Jihomoravského kraje – sk. A | 6      | 26 | 11  | 5   | 10  | 51  | 52  | −1  | 38 | 6.     |
| 2018/19                      | I. A třída Jihomoravského kraje – sk. A | 6      | 26 | 9   | 4   | 13  | 49  | 61  | −12 | 31 | 9.     |
| 2019/20                      | I. A třída Jihomoravského kraje – sk. A | 6      | 13 | 1   | 1   | 11  | 15  | 40  | −25 | 14 | 14.    |
| 2020/21                      | I. A třída Jihomoravského kraje – sk. A | 6      | 10 | 1   | 1   | 8   | 9   | 17  | −8  | 4  | 13.    |
| 2021/22                      | I. A třída Jihomoravského kraje – sk. A | 6      | 26 | 7   | 3   | 16  | 32  | 76  | −44 | 24 | 13.    |
| 2022/23                      | I. A třída Jihomoravského kraje – sk. A | 6      | 26 | 7   | 3   | 16  | 44  | 56  | −12 | 24 | 13.    |
| 2023/24                      | I. A třída Jihomoravského kraje – sk. A | 6      | 26 | 9   | 6   | 11  | 42  | 47  | −5  | 33 | 6.     |
| 2024/25                      | I. A třída Jihomoravského kraje – sk. A | 6      | 26 | 7   | 7   | 12  | 29  | 45  | −16 | 28 | 11.    |

Poznámky:
- 2002/03: Žebětínští měli sestoupit o soutěž níže, vzhledem k pohybu mužstev mezi Brněnským městským přeborem a nejnižší navazující krajskou soutěží se však sestupu mimořádně vyhnuli.[11][12]

## SK Žebětín „B“
SK Žebětín „B“ byl rezervním týmem Žebětína, který hrál v období 2006/07–2014/15 brněnskou městskou soutěž (9. nejvyšší soutěž).

### Umístění v jednotlivých sezonách
Legenda: Z – zápasy, V – výhry, R – remízy, P – porážky, VG – vstřelené góly, OG – obdržené góly, +/− – rozdíl skóre, B – body, červené podbarvení – sestup, zelené podbarvení – postup, fialové podbarvení – reorganizace, změna skupiny či soutěže
| Česko (1993 – )                                                 |                                      |        |    |     |     |     |     |     |     |    |        |
| Sezóny                                                          | Liga                                 | Úroveň | Z  | V   | R   | P   | VG  | OG  | +/− | B  | Pozice |
| 1993/94                                                         | Brněnská základní třída              | 10     | 26 | 16  | 3   | 7   | 75  | 46  | +29 | 35 | 3.     |
| ...                                                             |                                      |        |    |     |     |     |     |     |     |    |        |
| 1999/00                                                         | Brněnská městská soutěž              | 9      | 22 | ... | ... | ... | ... | ... | ... |    |        |
| ...                                                             |                                      |        |    |     |     |     |     |     |     |    |        |
| V letech 2001–2005 nebylo B-mužstvo přihlášeno v žádné soutěži. |                                      |        |    |     |     |     |     |     |     |    |        |
| 2005/06                                                         | Brněnská základní třída              | 10     | 20 | 12  | 3   | 5   | 47  | 27  | +20 | 39 | 2.     |
| 2006/07                                                         | Brněnská městská soutěž              | 9      | 24 | 8   | 8   | 8   | 40  | 44  | −4  | 32 | 7.     |
| 2007/08                                                         | Brněnská městská soutěž              | 9      | 22 | 7   | 4   | 11  | 43  | 47  | −4  | 25 | 11.    |
| 2008/09                                                         | Brněnská městská soutěž              | 9      | 24 | 14  | 3   | 7   | 50  | 35  | +15 | 45 | 2.     |
| 2009/10                                                         | Brněnská městská soutěž              | 9      | 26 | 11  | 3   | 12  | 61  | 64  | −3  | 34 | 6.     |
| 2010/11                                                         | Brněnská městská soutěž              | 9      | 26 | 13  | 4   | 9   | 52  | 52  | 0   | 43 | 5.     |
| 2011/12                                                         | Brněnská městská soutěž – sk. B      | 9      | 16 | 7   | 1   | 8   | 34  | 29  | +5  | 22 | 6.     |
| 2011/12                                                         | Brněnská městská soutěž – o umístění | 9      | 7  | 5   | 0   | 2   | 22  | 14  | +8  | 15 | 1.     |
| 2012/13                                                         | Brněnská městská soutěž              | 9      | 26 | 10  | 4   | 12  | 71  | 63  | +8  | 34 | 7.     |
| 2013/14                                                         | Brněnská městská soutěž              | 9      | 20 | 10  | 1   | 9   | 45  | 40  | +5  | 31 | 5.     |
| 2014/15                                                         | Brněnská městská soutěž              | 9      | 22 | 8   | 1   | 13  | 41  | 57  | −16 | 25 | 9.     |

Poznámky:
- 2005/06: Postoupilo taktéž vítězné mužstvo TJ Tatran Starý Lískovec „B“.[12]